# Primera División 1933-1934 (Spagna)
La Primera División 1933-1934 è stata la 6ª edizione della massima serie del campionato spagnolo di calcio, disputato tra il 5 novembre 1933 e il 4 marzo 1934 e concluso con la vittoria del Athletic Bilbao al suo terzo titolo.
Capocannoniere del torneo è stato Isidro Lángara (Oviedo) con 27 reti.

## Stagione

### Novita
Al posto della retrocessa Alavés salì dalla Segunda División l'Oviedo.
In previsione del futuro allargamento a 12 squadre partecipanti dalla prossima stagione, fu abolita l'unica retrocessione.

## Squadre partecipanti
| Club             | Stagione | Città         | Stadio | Stagione precedente                    |
| ---------------- | -------- | ------------- | ------ | -------------------------------------- |
| Arenas Getxo     |          | Getxo         |        | 7º posto in Primera División           |
| Athletic Bilbao  |          | Bilbao        |        | 2º posto in Primera División           |
| Barcellona       |          | Barcellona    |        | 4º posto in Primera División           |
| Real Betis       |          | Siviglia      |        | 5º posto in Primera División           |
| Donostia         |          | San Sebastián |        | 6º posto in Primera División           |
| Español          |          | Barcellona    |        | 3º posto in Primera División           |
| Madrid CF        |          | Madrid        |        | 1º posto in Primera División           |
| Oviedo           |          | Oviedo        |        | 1º posto in Segunda División, promosso |
| Racing Santander |          | Santander     |        | 8º posto in Primera División           |
| Valencia         |          | Valencia      |        | 9º posto in Primera División           |

## Classifica finale
Fonte:
|  | Pos. | Squadra          | Pt | G  | V  | N | P  | GF | GS | DR  |
|  | ---- | ---------------- | -- | -- | -- | - | -- | -- | -- | --- |
|  | 1.   | Athletic Bilbao  | 24 | 18 | 11 | 2 | 5  | 61 | 27 | +34 |
|  | 2.   | Madrid CF        | 22 | 18 | 10 | 2 | 6  | 41 | 29 | +12 |
|  | 3.   | Racing Santander | 19 | 18 | 9  | 1 | 8  | 38 | 39 | -1  |
|  | 4.   | Real Betis       | 19 | 18 | 9  | 1 | 8  | 29 | 36 | -7  |
|  | 5.   | Donostia         | 18 | 18 | 7  | 4 | 7  | 29 | 33 | -4  |
|  | 6.   | Oviedo           | 18 | 18 | 8  | 2 | 8  | 51 | 45 | +6  |
|  | 7.   | Valencia         | 17 | 18 | 7  | 3 | 8  | 28 | 38 | -10 |
|  | 8.   | Español          | 17 | 18 | 7  | 3 | 8  | 41 | 42 | -1  |
|  | 9.   | Barcellona       | 16 | 18 | 8  | 0 | 10 | 42 | 40 | +2  |
|  | 10.  | Arenas Getxo     | 10 | 18 | 3  | 4 | 11 | 18 | 49 | -31 |

Legenda:
      Campione di Spagna.
      Retrocessa in Segunda División
Regolamento:
Due punti a vittoria, uno a pareggio, zero a sconfitta.
A parità di punti, le posizioni in classifica venivano determinate sulla base degli scontri diretti. In caso di ulteriore parità valeva la differenza reti generale.

## Risultati

### Tabellone
|                  | Are    | AtB    | Bar    | Bet    | Don    | Esp    | Mad    | Ovi    | Rac    | Val    |
| ---------------- | ------ | ------ | ------ | ------ | ------ | ------ | ------ | ------ | ------ | ------ |
| Arenas Getxo     | ––––\| | 2-0    | 3-1    | 0-1    | 0-0    | 1-2    | 3-3    | 1-1    | 2-1    | 1-2    |
| Athletic Bilbao  | 9-0    | ––––\| | 6-1    | 5-0    | 2-1    | 5-0    | 5-1    | 6-2    | 3-1    | 6-2    |
| Barcellona       | 4-0    | 2-1    | ––––\| | 5-1    | 4-0    | 5-0    | 1-2    | 2-0    | 6-3    | 5-2    |
| Betis            | 2-0    | 1-3    | 1-0    | ––––\| | 1-1    | 3-1    | 2-1    | 4-2    | 2-1    | 2-1    |
| Donostia         | 4-1    | 3-0    | 2-0    | 3-2    | ––––\| | 3-3    | 0-3    | 3-1    | 2-1    | 3-1    |
| Español          | 6-2    | 1-4    | 3-2    | 3-1    | 4-0    | ––––\| | 2-2    | 5-2    | 5-0    | 2-2    |
| Madrid CF        | 2-1    | 3-0    | 4-0    | 0-1    | 2-0    | 3-2    | ––––\| | 5-1    | 1-0    | 3-2    |
| Oviedo           | 7-0    | 2-2    | 7-3    | 4-3    | 3-2    | 3-1    | 3-2    | ––––\| | 3-1    | 7-0    |
| Racing Santander | 4-1    | 3-2    | 3-1    | 4-1    | 1-1    | 3-1    | 4-3    | 4-3    | ––––\| | 2-1    |
| Valencia         | 0-0    | 2-2    | 2-0    | 2-1    | 4-1    | 1-0    | 2-1    | 1-0    | 1-2    | ––––\| |

### Calendario
| andata  | andata | Prima giornata           | ritorno | ritorno |
|         |        |                          |         |         |
| 05 nov. | 3-3    | Arenas Getxo-Madrid CF   | 1-2     | 07 gen. |
| 05 nov. | 2-1    | Betis-Racing Santander   | 1-4     | 07 gen. |
| 05 nov. | 4-0    | Español-Donostia         | 3-3     | 07 gen. |
| 05 nov. | 7-3    | Oviedo-Barcelona         | 0-2     | 07 gen. |
| 05 nov. | 2-2    | Valencia-Athletic Bilbao | 2-6     | 07 gen. |

| andata  | andata | Terza giornata           | ritorno | ritorno |
|         |        |                          |         |         |
| 18 nov. | 3-1    | Arenas Getxo-Barcelona   | 0-4     | 21 gen. |
| 18 nov. | 5-0    | Español-Racing Santander | 1-3     | 21 gen. |
| 18 nov. | 2-2    | Oviedo-Athletic Bilbao   | 2-6     | 21 gen. |
| 18 nov. | 2-2    | Madrid CF-Donostia       | 3-0     | 21 gen. |
| 18 nov. | 2-1    | Valencia-Betis           | 1-2     | 21 gen. |

| andata | andata | Quinta giornata              | ritorno | ritorno |
|        |        |                              |         |         |
| 26-09  | 2-0    | Arenas Getxo-Athletic Bilbao | 0-9     | 4 feb.  |
| 26-09  | 2-0    | Donostia-Barcelona           | 0-4     | 4 feb.  |
| 26-09  | 3-1    | Español-Betis                | 1-3     | 4 feb.  |
| 26-09  | 1-0    | Madrid CF-Racing Santander   | 3-4     | 4 feb.  |
| 26-09  | 1-0    | Valencia-Oviedo              | 0-7     | 22 feb. |

| andata  | andata | Settima giornata           | ritorno | ritorno |
|         |        |                            |         |         |
| 09 ott. | 1-1    | Arenas Getxo-Oviedo        | 0-7     | 18 feb. |
| 09 ott. | 6-3    | Barcelona-Racing Santander | 1-3     | 18 feb. |
| 09 ott. | 3-0    | Donostia-Athletic Bilbao   | 1-2     | 18 feb. |
| 09 ott. | 0-1    | Madrid CF-Betis            | 1-2     | 18 feb. |
| 09 ott. | 1-0    | Valencia-Espaniol          | 2-2     | 18 feb. |

| andata  | andata | Nona giornata                    | ritorno | ritorno |
|         |        |                                  |         |         |
| 31 dic. | 1-2    | Arenas Getxo-Valencia            | 0-0     | 04 mar. |
| 31 dic. | 5-1    | Barcelona-Betis                  | 0-1     | 04 mar. |
| 31 dic. | 3-1    | Donostia-Oviedo                  | 2-3     | 04 mar. |
| 31 dic. | 3-2    | Racing Santander-Athletic Bilbao | 1-3     | 04 mar. |
| 31 dic. | 3-2    | Madrid CF-Español                | 2-2     | 04 mar. |

| andata  | andata | Seconda giornata        | ritorno | ritorno |
|         |        |                         |         |         |
| 12 nov. | 5-0    | Athletic Bilbao-Betis   | 3-1     | 14 gen. |
| 12 nov. | 5-0    | Barcelona-Español       | 2-3     | 13 gen. |
| 12 nov. | 4-1    | Donostia-Arenas Getxo   | 0-0     | 14 gen. |
| 12 nov. | 4-3    | Racing Santander-Oviedo | 1-3     | 14 gen. |
| 12 nov. | 3-2    | Madrid CF-Valencia      | 1-2     | 14 gen. |

| andata  | andata | Quarta giornata               | ritorno | ritorno |
|         |        |                               |         |         |
| 26 nov. | 5-0    | Athletic Bilbao-Español       | 4-1     | 28 gen. |
| 26 nov. | 1-2    | Barcelona-Madrid CF           | 0-4     | 28 gen. |
| 26 nov. | 4-2    | Betis-Oviedo                  | 3-4     | 28 gen. |
| 26 nov. | 3-1    | Donostia-Valencia             | 1-4     | 28 gen. |
| 26 nov. | 4-1    | Racing Santander-Arenas Getxo | 1-2     | 28 gen. |

| andata  | andata | Sesta giornata            | ritorno | ritorno |
|         |        |                           |         |         |
| 10 dic. | 5-1    | Athletic Bilbao-Madrid CF | 0-3     | 11 feb. |
| 10 dic. | 5-2    | Barcelona-Valencia        | 0-2     | 11 feb. |
| 10 dic. | 2-0    | Betis-Arenas Getxo        | 1-0     | 11 feb. |
| 10 dic. | 3-1    | Oviedo-Español            | 2-5     | 11 feb. |
| 10 dic. | 1-1    | Racing Santander-Donostia | 1-2     | 11 feb. |

| andata  | andata | Ottava giornata           | ritorno | ritorno |
|         |        |                           |         |         |
| 24 dic. | 6-1    | Athletic Bilbao-Barcelona | 1-2     | 25 feb. |
| 24 dic. | 1-1    | Betis-Donostia            | 2-3     | 25 feb. |
| 24 dic. | 6-2    | Español-Arenas Getxo      | 2-1     | 25 feb. |
| 24 dic. | 3-2    | Oviedo-Madrid CF          | 1-5     | 25 feb. |
| 24 dic. | 1-2    | Valencia-Racing Santander | 1-2     | 25 feb. |

| andata  | andata | Prima giornata           | ritorno | ritorno |
|         |        |                          |         |         |
| 05 nov. | 3-3    | Arenas Getxo-Madrid CF   | 1-2     | 07 gen. |
| 05 nov. | 2-1    | Betis-Racing Santander   | 1-4     | 07 gen. |
| 05 nov. | 4-0    | Español-Donostia         | 3-3     | 07 gen. |
| 05 nov. | 7-3    | Oviedo-Barcelona         | 0-2     | 07 gen. |
| 05 nov. | 2-2    | Valencia-Athletic Bilbao | 2-6     | 07 gen. |

| andata  | andata | Terza giornata           | ritorno | ritorno |
|         |        |                          |         |         |
| 18 nov. | 3-1    | Arenas Getxo-Barcelona   | 0-4     | 21 gen. |
| 18 nov. | 5-0    | Español-Racing Santander | 1-3     | 21 gen. |
| 18 nov. | 2-2    | Oviedo-Athletic Bilbao   | 2-6     | 21 gen. |
| 18 nov. | 2-2    | Madrid CF-Donostia       | 3-0     | 21 gen. |
| 18 nov. | 2-1    | Valencia-Betis           | 1-2     | 21 gen. |

| andata | andata | Quinta giornata              | ritorno | ritorno |
|        |        |                              |         |         |
| 26-09  | 2-0    | Arenas Getxo-Athletic Bilbao | 0-9     | 4 feb.  |
| 26-09  | 2-0    | Donostia-Barcelona           | 0-4     | 4 feb.  |
| 26-09  | 3-1    | Español-Betis                | 1-3     | 4 feb.  |
| 26-09  | 1-0    | Madrid CF-Racing Santander   | 3-4     | 4 feb.  |
| 26-09  | 1-0    | Valencia-Oviedo              | 0-7     | 22 feb. |

| andata  | andata | Settima giornata           | ritorno | ritorno |
|         |        |                            |         |         |
| 09 ott. | 1-1    | Arenas Getxo-Oviedo        | 0-7     | 18 feb. |
| 09 ott. | 6-3    | Barcelona-Racing Santander | 1-3     | 18 feb. |
| 09 ott. | 3-0    | Donostia-Athletic Bilbao   | 1-2     | 18 feb. |
| 09 ott. | 0-1    | Madrid CF-Betis            | 1-2     | 18 feb. |
| 09 ott. | 1-0    | Valencia-Espaniol          | 2-2     | 18 feb. |

| andata  | andata | Nona giornata                    | ritorno | ritorno |
|         |        |                                  |         |         |
| 31 dic. | 1-2    | Arenas Getxo-Valencia            | 0-0     | 04 mar. |
| 31 dic. | 5-1    | Barcelona-Betis                  | 0-1     | 04 mar. |
| 31 dic. | 3-1    | Donostia-Oviedo                  | 2-3     | 04 mar. |
| 31 dic. | 3-2    | Racing Santander-Athletic Bilbao | 1-3     | 04 mar. |
| 31 dic. | 3-2    | Madrid CF-Español                | 2-2     | 04 mar. |

| andata  | andata | Seconda giornata        | ritorno | ritorno |
|         |        |                         |         |         |
| 12 nov. | 5-0    | Athletic Bilbao-Betis   | 3-1     | 14 gen. |
| 12 nov. | 5-0    | Barcelona-Español       | 2-3     | 13 gen. |
| 12 nov. | 4-1    | Donostia-Arenas Getxo   | 0-0     | 14 gen. |
| 12 nov. | 4-3    | Racing Santander-Oviedo | 1-3     | 14 gen. |
| 12 nov. | 3-2    | Madrid CF-Valencia      | 1-2     | 14 gen. |

| andata  | andata | Quarta giornata               | ritorno | ritorno |
|         |        |                               |         |         |
| 26 nov. | 5-0    | Athletic Bilbao-Español       | 4-1     | 28 gen. |
| 26 nov. | 1-2    | Barcelona-Madrid CF           | 0-4     | 28 gen. |
| 26 nov. | 4-2    | Betis-Oviedo                  | 3-4     | 28 gen. |
| 26 nov. | 3-1    | Donostia-Valencia             | 1-4     | 28 gen. |
| 26 nov. | 4-1    | Racing Santander-Arenas Getxo | 1-2     | 28 gen. |

| andata  | andata | Sesta giornata            | ritorno | ritorno |
|         |        |                           |         |         |
| 10 dic. | 5-1    | Athletic Bilbao-Madrid CF | 0-3     | 11 feb. |
| 10 dic. | 5-2    | Barcelona-Valencia        | 0-2     | 11 feb. |
| 10 dic. | 2-0    | Betis-Arenas Getxo        | 1-0     | 11 feb. |
| 10 dic. | 3-1    | Oviedo-Español            | 2-5     | 11 feb. |
| 10 dic. | 1-1    | Racing Santander-Donostia | 1-2     | 11 feb. |

| andata  | andata | Ottava giornata           | ritorno | ritorno |
|         |        |                           |         |         |
| 24 dic. | 6-1    | Athletic Bilbao-Barcelona | 1-2     | 25 feb. |
| 24 dic. | 1-1    | Betis-Donostia            | 2-3     | 25 feb. |
| 24 dic. | 6-2    | Español-Arenas Getxo      | 2-1     | 25 feb. |
| 24 dic. | 3-2    | Oviedo-Madrid CF          | 1-5     | 25 feb. |
| 24 dic. | 1-2    | Valencia-Racing Santander | 1-2     | 25 feb. |

## Statistiche

### Squadre

#### Capoliste solitarie
|    | —— | ——          | ——          | ——          | ——          | —— | —— | ——  | ——  | ——  | ——              | ——              | ——              | ——              | ——              | ——              | ——              | —— |  |
|    |    | Real Madrid | Real Madrid | Real Madrid | Real Madrid |    |    | Don |     |     | Athletic Bilbao | Athletic Bilbao | Athletic Bilbao | Athletic Bilbao | Athletic Bilbao | Athletic Bilbao | Athletic Bilbao |    |  |
|    |    |             |             |             |             |    |    |     |     |     |                 |                 |                 |                 |                 |                 |                 |    |  |
|    |    |             |             |             |             |    |    |     |     |     |                 |                 |                 |                 |                 |                 |                 |    |  |
| 1ª | 2ª | 3ª          | 4ª          | 5ª          | 6ª          | 7ª | 8ª | 9ª  | 10ª | 11ª | 12ª             | 13ª             | 14ª             | 15ª             | 16ª             | 17ª             | 18ª             |    |  |

#### Primati stagionali
- Maggior numero di vittorie: Athletic Bilbao (11)
- Minor numero di sconfitte: Athletic Bilbao (5)
- Migliore attacco: Athletic Bilbao (61 reti segnate)
- Miglior difesa: Athletic Bilbao (27 reti subite)
- Miglior differenza reti: Athletic Bilbao (+34)
- Maggior numero di pareggi: Donostia, Arenas Getxo (4)
- Minor numero di pareggi: Barcellona (0)
- Maggior numero di sconfitte: Arenas Getxo (11)
- Minor numero di vittorie: Arenas Getxo (3)
- Peggior attacco: Arenas Getxo (18 reti segnate)
- Peggior difesa: Arenas Getxo (49 reti subite)
- Peggior differenza reti: Arenas Getxo (-31)

### Individuali

#### Classifica marcatori
| Gol |  |  | Giocatore         | Squadra         |
| --- |  |  | ----------------- | --------------- |
| 27  |  |  | Isidro Lángara    | Oviedo          |
| 18  |  |  | Francisco Iriondo | Español         |
| 17  |  |  | José Iraragorri   | Athletic Bilbao |